# Chemin d'Hiver
Le Chemin d'Hiver (espagnol: Camino de Invierno, galicien: Camiño de Inverno) est un itinéraire du pèlerinage de Saint-Jacques-de-Compostelle.

## Présentation
Long de 263 km, cette route dévie le Camino francés à Ponferrada et contourne O Cebreiro avant de rejoindre la vía de la Plata à A Laxe. Après avoir quitté Ponferrada, la route traverse les anciennes mines d’or romaines de Las Médulas, suit le fleuve Sil, traverse la région viticole de Ribeira Sacra et le fleuve Minho, monte la Monte Faro (gl) et rejoint la vía de la Plata à A Laxe. Cet itinéraire est unique car il traverse tous les quatre provinces de Galice: Ourense, Lugo, Pontevedra et La Corogne.
Au début de 2019, les auberges du pèlerin ne sont ouvertes que dans quelques villes (Vilamartín de Valdeorras, A Rúa, Quiroga, Lalín, Dornelas, A Laxe, Outeiro (Vedra), mais il y a beaucoup de pensions et d'hôtels, parce que la route traverse plusieurs destinations touristiques populaires (les mines d’or romaines de Las Médulas, par exemple).

## Histoire
Les pèlerins médiévaux utiliseraient cet itinéraire en hiver pour éviter les neiges d’O Cebreiro. En 1610, Diego de Guzmán Haros, confesseur de la reine Marguerite d'Autriche-Styrie, a fait le pèlerinage à Saint-Jacques-de-Compostelle et laissé un journal dans lequel il a décrit son voyage et son retour. Il est arrivé à Saint-Jacques-de-Compostelle par le Camino francés, mais pour son voyage de retour, il a choisi un itinéraire alternatif via Chantada et Monforte de Lemos - le Chemin d'Hiver,.
En 2016, le Chemin d'Hiver a été officiellement reconnu par le Junte de Galice.

## Itineraire
Castille-et-León, province de León :
- Ponferrada (auberge du pèlerin municipale)
- Priaranza del Bierzo
- Borrenes
- Las Médulas
- Puente de Domingo Flórez

Galice :
province d'Ourense :
- O Barco

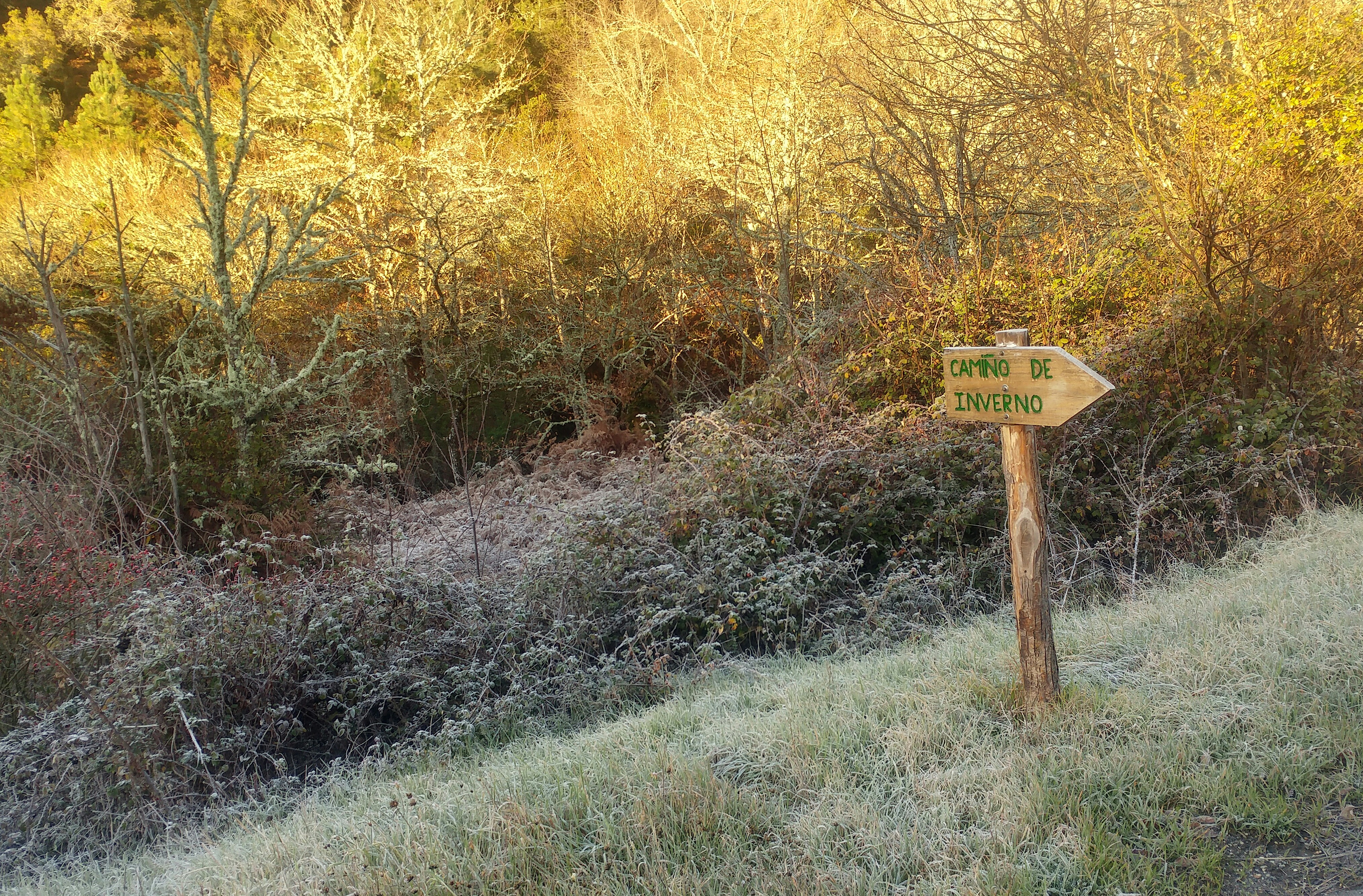
Une des marqueurs du Chemin d'Hiver près de Quiroga.

- Vilamartín de Valdeorras (auberge du pèlerin municipale)
- A Rúa

province de Lugo :
- Montefurado
- Quiroga (auberge du pèlerin municipale)
- San Clodio
- A Pobra do Brollón
- Monforte de Lemos
- Diomondi
- Chantada

province de Pontevedra :
- Rodeiro (auberge du pèlerin privée)
- Lalín (auberge du pèlerin municipale)
- Dornelas (auberge du pèlerin privée)

province de La Corogne :
- A Laxe (auberge du pèlerin municipale)

Continuation par la Vía de la Plata :
- Silleda
- Bandeira
- Puente Ulla
- Outeiro (Vedra) (auberge du pèlerin municipale)
- Santiago de Compostela

## Points d'interêts

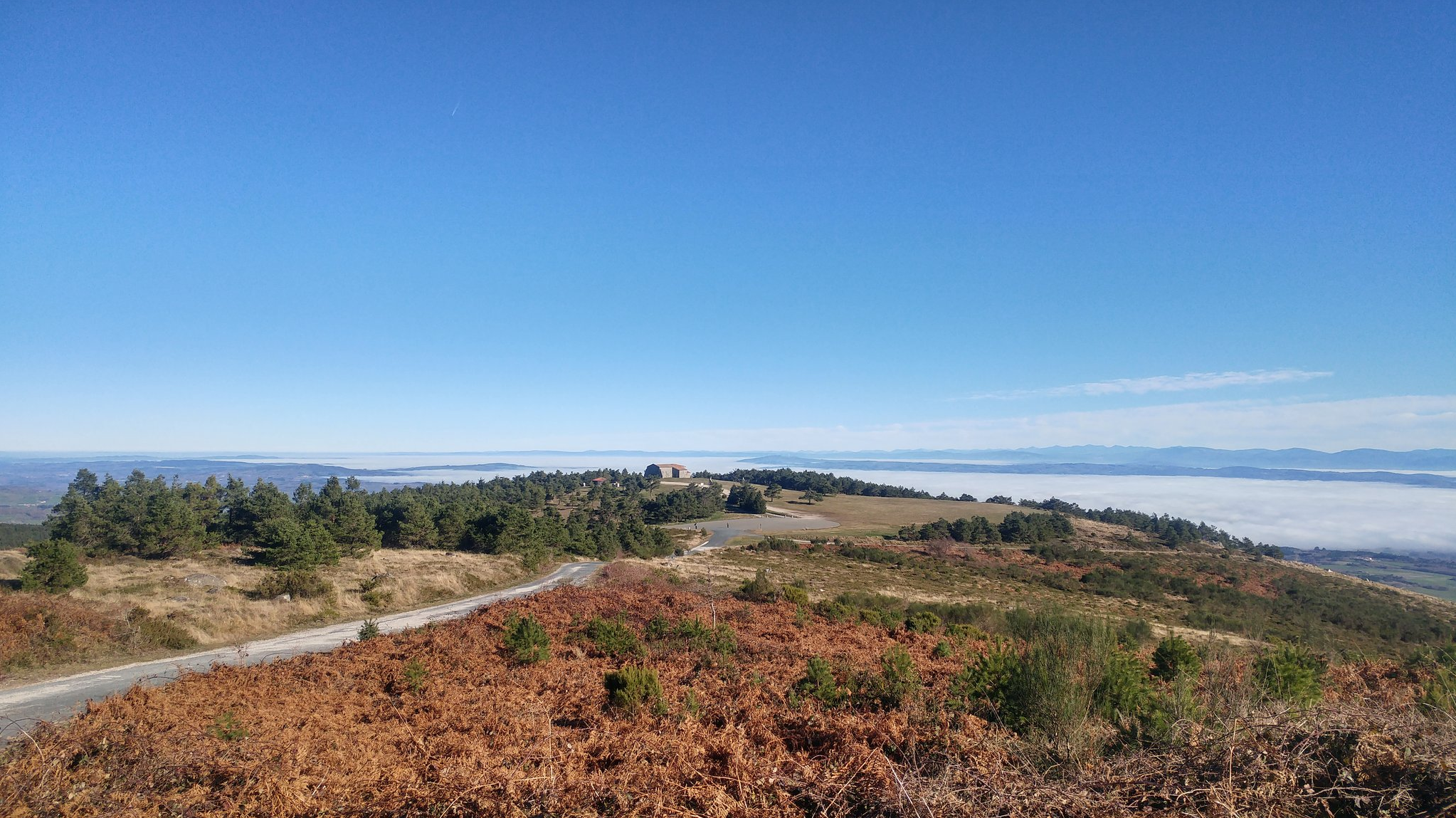
Vue sur le Sanctuaire de Notre-Dame depuis la plate-forme panoramique, Monte Faro.

Ponferrada: Basilique de la Encina, château de Ponferrada;
Las Médulas : mines d’or romaines (patrimoine mondial de l'UNESCO), mirador (plate-forme panoramique) d'Orellán ;
Quiroga : ruines du château de l'ordre de Saint-Jean de Jérusalem;
Monforte de Lemos: Collège Notre-Dame de l'Antigua (es), Monastère Saint-Vincent-du-Pin (es), Musée des chemins de fer de Galice (es) ;
Diomondi: église romane de Saint Pélage (XIIe siècle) ;
Entre Chantada et Rodeiro : Monte Faro (gl) avec un ancien sanctuaire de Notre Dame et une plate-forme panoramique; tous les quatre provinces de Galice sont visibles depuis le sommet de la montagne;
Entre A Laxe et Silleda : Ponte Taboada (gl), un pont sur le fleuve Deza (10e siècle).